# Оценка затрат на разработку программного обеспечения
При разработке программного обеспечения очень важной является проблема оценки материальных затрат и/или затрат времени на успешное завершение проекта.
Существует множество методов для выполнения такой оценки, среди которых можно выделить общие методы оценки и специализированные методы для оценки затрат на разработку программного обеспечения.

## Методы
- Метод Дельфи
- COCOMO
- SLIM
- SEER-SEM Параметрическая оценка усилий, времени, затрат и риска. Основывается на оценке минимального времени вовлечения персонала в соответствии с законом Брука
- Экстремальное программирование включает «игру в планирование», которую можно рассматривать, как метод оценки затрат
- PERT
- CETIN
- Покер планирования